# 阿爾塞多火山

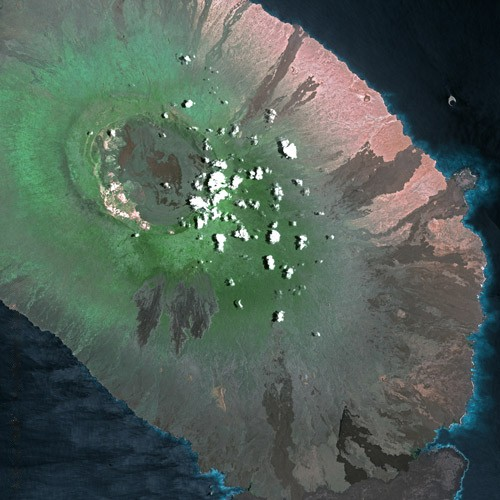

阿爾塞多火山是厄瓜多爾的火山，位於伊莎貝拉島，属于加拉帕戈斯省，海拔高度1,130米，最近一次火山噴發发生于1993年12月5日。